# Botanophila kenji
Botanophila kenji är en tvåvingeart som först beskrevs av Masayoshi Suwa 1983.  Botanophila kenji ingår i släktet Botanophila och familjen blomsterflugor. Inga underarter finns listade i Catalogue of Life.